# Florida Occidental

Mapa de Las Floridas –Occidental y Oriental– españolas a inicios de los 1800. Nótese que el territorio del Misisipi era reivindicado por los españoles.

Las Floridas Occidental y Oriental –aún españolas– hacia 1810.

La Florida Occidental fue un territorio español de la Capitanía General de Cuba de 1783 a 1821 situado en los actuales estados de Florida, Mississipi, Luisiana y Alabama, en EE. UU.  
España recuperó en 1783 la soberanía de este territorio tras la victoria de Bernardo de Gálvez en la campaña de la Costa del Golfo de la guerra de independencia de los EE. UU. El nombre de Florida Occidental se debe a la continuación de la denominación Florida Occidental de época británica (1763-1781).  
Tras acuerdos diplomáticos y campañas militares EE. UU. logró el control de gran parte de su territorio en 1795 y de 1810 a 1818, para ser finalmente adquirido por EE. UU. junto al resto de Florida por el tratado de Adams-Onís (1821). 

## Extensión
Según el criterio español, los límites continentales de la Florida Occidental estaban dados: al este, por el río Perdido que la separaba de la también española Florida Oriental (en gran medida el territorio de la Florida Oriental se corresponde con el del actual estado de Florida); al oeste, por el río Misisipi o, según las contingencias, el río Perla (hoy Pearl River) que separaba a la Florida Occidental del también español territorio de La Luisiana; al norte, por el paralelo que corría en el punto en el cual el río Yazú (Yazoo) confluye con el Misisipi, donde los españoles habían fundado el Fuerte de Nogales (hoy Vicksburg); luego para mayores precisiones y hasta 1795, España reclamó como límite norte de la Florida Occidental el paralelo 32°22'N. Esto es, la Florida Occidental Española abarcaba gran parte de los estados de Misisipi y Alabama e incluso, entre 1800-19, el sector de La Luisiana donde se emplaza Bastón Rojo (Baton Rouge).

## Historia

### Florida española (1521-1763)
El territorio fue explorado inicialmente por los españoles en el siglo XVI siendo muy probablemente parte del recorrido de Álvar Núñez Cabeza de Vaca y Estebanico. A fines del siglo XVII e inicios del siglo XVIII, el territorio fue disputado entre España y Francia (más oportunistas incursiones de corsarios ingleses). En ese periodo surgen San Carlos de Panzacola, Mobila, Biloxi y San Carlos de Austria entre otras poblaciones de origen europeo. En 1719 Pensacola pasó a dominio francés, pero en 1722 un huracán la destruye y debieron abandonarla. Antes de irse quemaron el presidio de Santa María de Galve. Los españoles regresan y fundan el presidio en la isla de Santa Rosa, llamado Santa Rosa de Pensacola.

### Florida Occidental Británica (1763-1783)
A mediados del siglo XVIII y como consecuencia del Tratado de París (1763), Gran Bretaña se apoderó de toda La Luisiana al este del Misisipi-Iberville y de La Florida española, mientras España recibía la Luisiana francesa en 1766. Los británicos entonces organizaron estos territorios como Las Floridas (Florida Occidental y Florida Oriental), estableciendo Pensacola como capital de la Florida Occidental.  
España recuperó La Florida durante la guerra de Independencia de los Estados Unidos (1775-1783) con la intervención desde Nueva Orleáns (Luisiana española) de Bernardo de Gálvez, con la decisiva batalla de Pensacola (1783). La recuperación del territorio quedó ratificada en el tratado de París de 1783. 

### Florida Occidental española (1783-1819)
Aprovechando la debilidad del Estado español durante las guerras Napoleónicas, España reconoció a los Estados Unidos los territorios al este del Misisipi entre los paralelos 31° y 32°22'N por el Tratado de San Lorenzo de 1795. Esto supuso el desmantelamiento y abandono de los fuertes Confederación de Tombecbe, San Esteban de Tombecbe (ambos en la actual Alabama) y San Fernando de las Barrancas (actual Tennessee).
En 1803 EE. UU. compró la Luisiana francesa a Napoleón Bonaparte. Aprovechando el gobierno francés de España y para asegurarse el control del comercio del río Mississippi el ejército de Claiborne invadió la Florida Occidental en 1810, haciéndose con Baton Rouge y Biloxi. El presidente Madison se sirvió de un estado títere denominado República de Florida Occidental para justificar la invasión del territorio. En 1813 el ejército de Wilkinson ocupó Mobile como parte de las campañas militares de la guerra de 1812 contra Reino Unido. Además, dentro de las primera guerra seminola, el ejército de Jackson ocupó Pensacola (1814), que fue devuelta a España por el tratado de Gante (1814). 
La presión sobre el territorio español continuó y en 1816 el ejército de Gaines arrasó el fuerte de Negros a orillas del río Apalachicola, en una región poblada por esclavos fugitivos de Georgia (EE. UU.), seminolas y seminolas negros. La invasión definitiva de la Florida española por EE. UU. durante la primera guerra seminola comenzó en noviembre de 1817, cuando el ejército de Jackson fue mandado a ocupar Fernandina (costa atlántica). Los ataques continuaron, arrasando Tallahasee y Miccosukee (marzo de 1818) y ocupando el presidio de San Marcos de Apalache (abril de 1818). El 28 de mayo de 1818 el ejército de Jackson ocupó de nuevo Pensacola, capital de Florida Occidental, ante las protestas del gobernador José Fascot. William King fue nombrado gobernador militar de Florida Occidental y fuerte Barrancas fue dotado con una guarnición de ciento setenta y cinco soldados. 
La ocupación militar de las principales poblaciones y puertos de La Florida española, unidas a la inestabilidad política y necesidades de la hacienda española por las guerras de Independencia Hispanoamericanas precipitaron la negociación del tratado de Adams-Onís en 1819. Este tratado entró en vigor en 1821 dando fin a trescientos años de soberanía española de Florida.